# كارل كارل لو سوير
كارل هانز ماكسيميليان فون لو سوير (8 نوفمبر 1898 - 18 يونيو 1954) كان جنرالًا ألمانيًا خلال الحرب العالمية الثانية قاد قائد الفيلق الجبلي XXXXIX. كان مسؤولا عن مذبحة كالافريتا.
في نوفمبر 1943، بدأت فرقة ياغر 17 الألمانية مهمة تسمى Unternehmen Kalavryta (عملية كالافريتا)، بهدف تطويق مقاتلي العصابات اليونانية في المنطقة الجبلية المحيطة بكالافريتا. خلال العمليات، قتل بعض الجنود الألمان وتم إعدام 77 منهم، الذين تم أسرهم، من قبل العصابات اليونانية. في 10 ديسمبر 1943، وقع فون لو سوير أمر الفرقة الألمانية بـ «تسوية مواقع Mazeika وكالافريتا». في المجموع، قتل أكثر من 1200 مدني خلال عمليات الانتقام. تم نهب وإحراق حوالي 1000 منزل وتم الاستيلاء على أكثر من 2000 من الأغنام والحيوانات الأليفة الكبيرة الأخرى من قبل الألمان. الحدث معروف باسم مذبحة كالافريتا. 
استسلم لو سوير للقوات السوفيتية في مايو 1945. توفي في الأسر السوفيتي في 18 يونيو 1954 في معسكر أسرى الحرب في ستالينجراد. 

## الجوائز والأوسمة
- الصليب الحديدي (1914) الدرجة الثانية (28 مارس 1918) والدرجة الأولى (19 ديسمبر 1921) [2]
- مشبك الصليب الحديدي (1939) الدرجة الثانية (13 سبتمبر 1939) والدرجة الأولى (13 سبتمبر 1939)
- الصليب الألماني في الذهب (25 أبريل 1942)
- وسام الفارس الصليبي الحديدي في 26 نوفمبر 1944 كجنرال دير جيبيرجستروب وقائد الفيلق الجبلي XXXXIX. [3]

### اقتباسات
1. 1 2  Fellgiebel, Walther-Peer (2000) [1986]. Die Träger des Ritterkreuzes des Eisernen Kreuzes 1939–1945 — Die Inhaber der höchsten Auszeichnung des Zweiten Weltkrieges aller Wehrmachtteile [The Bearers of the Knight's Cross of the Iron Cross 1939–1945 — The Owners of the Highest Award of the Second World War of all Wehrmacht Branches] (بالألمانية). Friedberg, Germany: Podzun-Pallas. ISBN:978-3-7909-0284-6.
2. ↑  Thomas & Wegmann 1994, p. 35.
3. ↑  Fellgiebel 2000, p. 339.